# Скурґви
Скурґви (пол. Skurgwy, нім. Skurjew) — село в Польщі, у гміні Роґужно Ґрудзьондзького повіту Куявсько-Поморського воєводства.
Населення — 263 особи (2011).
У 1975-1998 роках село належало до Торунського воєводства.

## Демографія
Демографічна структура станом на 31 березня 2011 року:
|          | Загалом | Допрацездатний вік | Працездатний вік | Постпрацездатний вік |
| -------- | ------- | ------------------ | ---------------- | -------------------- |
| Чоловіки | 134     | 31                 | 87               | 16                   |
| Жінки    | 129     | 32                 | 70               | 27                   |
| Разом    | 263     | 63                 | 157              | 43                   |